# Neomorphus
Neomorphus is een geslacht van vogels uit de familie koekoeken (Cuculidae). Het geslacht telt vijf soorten.

## Soorten
- Neomorphus geoffroyi – Roodbuikgrondkoekoek
- Neomorphus pucheranii – Roodsnavelgrondkoekoek
- Neomorphus radiolosus – Gebandeerde grondkoekoek
- Neomorphus rufipennis – Roodvleugelgrondkoekoek
- Neomorphus squamiger – Geschubde grondkoekoek